# Клатей
Клатей (лат. Clateus, итал. Clateo; погиб в 64) — священномученик, епископ Брешии. День памяти — 4 июня.
Святой Клатей был учеником святого Анатолия, епископа Миланского, который рукоположил его в епископа Брешии, что в Верхней Италии. В годы гонений на христиан при императоре Нероне, во время путешествия в Милан, святой Клатей был схвачен. Будучи непоколебимым в исповедании своей веры, святой Клатей был обезглавлен. Его святые мощи до сих пор хранятся в Милане[где?]. Имя святого Клатея упоминается в Римском мартирологе на 4 июня.